# Air Pauh
Air Pauh is een bestuurslaag in het regentschap Ogan Komering Ulu van de provincie Zuid-Sumatra, Indonesië. Air Pauh telt 9751 inwoners (volkstelling 2010).